# Ringo Mendoza

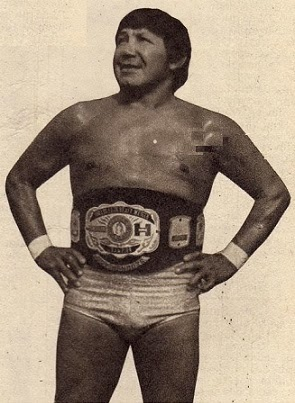
Ringo Mendoza

Genaro Jacobo Contreras (Jalisco, 19 de septiembre de 1949), más conocido por su nombre de ring Ringo Mendoza, es un entrenador de lucha libre profesional y luchador profesional retirado mexicano del Consejo Mundial de Lucha Libre (CMLL). Mendoza luchó su último combate en 2011 y pasó a dedicarse a tiempo completo.
A lo largo de su carrera, Ringo Mendoza obtuvo varios campeonatos de peso medio, entre ellos el Campeonato Mundial de Peso Medio de la NWA cinco veces, el Campeonato Nacional de Peso Medio de México dos veces, el Campeonato Mundial de Peso Medio del CMLL, el Campeonato de Peso Medio de Occidente y el Campeonato Mundial de Peso Semicompleto Júnior de la UWA. También obtuvo el Campeonato Nacional en Parejas de México con su hermano Chachorro, y el Campeonato Nacional de Tríos de México con Kiss y Rayo de Jalisco Jr.. También ganó el Torneo de Parejas Salvador Lutteroth en 1999 con Súper Astro. Mendoza tiene tres hermanos que también fueron luchadores profesionales, Cachorro Mendoza, Indio Mendoza y Freddy Mendoza.

## Carrera en la lucha libre profesional
Genaro Contreras hizo su debut en la lucha libre profesional en 1968, después de entrenar con el reconocido entrenador de lucha libre mexicano Diablo Velazco, bajo el nombre de ring «Ringo Mendoza», adoptando una personalidad de un nativo norteamericano, completo con tocado de plumas. A Contreras más tarde se le unirían sus hermanos que lucharon como Cachorro Mendoza e Indio Mendoza. Mendoza ganó su primer campeonato de lucha libre el 29 de noviembre de 1974, cuando derrotó a Aníbal para ganar el Campeonato Nacional de Peso Medio mexicano. Mendoza retuvo el título durante 822 días, durante dos años, antes de perderlo ante Perro Aguayo el 28 de febrero de 1977. Durante el reinado de 822 días, Ringo Mendoza defendió el título ante oponentes como Tony Salazar y Perro Aguayo. El 3 de julio de 1977, Mendoza obtuvo una medida de venganza por su pérdida del título al derrotar a Perro Aguayo para ganar el Campeonato Mundial de Peso Medio de la NWA, capturando el título máximo en esta división de peso medio. Mendoza se convertiría en sinónimo del título de peso medio de la NWA, ya que lo capturó cinco veces entre 1977 y 1981 derrotando a luchadores como El Faraón, Perro Aguayo, Tony Salazar y Sangre Chicana. El 6 de junio de 1980, Mendoza derrotó a El Satánico para ganar su segundo Campeonato Nacional de Peso Medio de México, reteniéndolo durante 182 días antes de perderlo ante El Faraón. En la década de 1980, Mendoza comenzó a hacer equipo de manera más regular con su hermano Cachorro Mendoza, derrotando a Satánico y Espectro Jr. en una final de torneo para ganar el vacante Campeonato Nacional en Parejas de México.
El 15 de enero de 1983, Mendoza se convirtió en doble campeón al derrotar a El Faraón para ganar el Campeonato Mundial de Peso Semicompleto de la NWA. El 28 de julio de 1983, Mendoza perdió el campeonato ante Satánico, pero lo recuperó rápidamente. Los Mendoza mantuvieron el título en parejas durante 1029 días antes de perder ante Sangre Chicana y Cien Caras el 12 de abril de 1985. Un mes después, Mendoza perdió el título mundial semipesado de la NWA ante MS-1 el 13 de febrero de 1985. El 28 de noviembre de 1986, Mendoza se asoció con Rayo de Jalisco Jr. y Kiss para derrotar a Los Brazos (El Brazo, Brazo de Oro y Brazo de Plata) para ganar el Campeonato Nacional de Tríos mexicano. El equipo mantuvo el título durante 275 días antes de ser derrotado por Hombre Bala, Jerry Estrada y Pirata Morgan el 30 de agosto de 1987. A finales de la década de 1980, Ringo Mendoza comenzó a trabajar para la Universal Wrestling Association (UWA), donde derrotó a Gran Cochisse para ganar el Campeonato Mundial Semicompleto Júnior de la UWA el 29 de abril de 1989. Más de un año después, el 29 de junio de 1990, perdió el título de la UWA ante su antiguo rival, Perro Aguayo. Desde principios de la década de 1990, Ringo Mendoza comenzó a centrar parte de su tiempo en el entrenamiento de luchadores, trabajando principalmente con luchadores jóvenes del roster del Consejo Mundial de Lucha Libre (CMLL). El último momento destacado de Mendoza relacionado con la lucha libre se produjo el 7 de marzo de 1999, cuando derrotó a Emilio Charles Jr. para ganar el Campeonato Mundial de Peso Medio del CMLL, convirtiéndolo en uno de los pocos luchadores en haber ganado los campeonatos de peso medio nacional, de NWA y del CMLL hasta la fecha. Mendoza defendió el campeonato en al menos 10 ocasiones durante los 742 días que duró su reinado, derrotando a luchadores como Blue Panther, Scorpio Jr., Rey Bucanero, Zumbido, Apolo Dantés, Black Warrior, Villano III y Mano Negra antes de perder el título nuevamente ante Emilio Charles el 18 de marzo de 2001. Desde que perdió el título, Mendoza se ha centrado en entrenar luchadores en las escuelas de lucha libre del CMLL con sede en la Ciudad de México y Guadalajara, Jalisco. En 2011 Mendoza luchó su último combate.

## Campeonatos y logros
- Empresa Mexicana de Lucha Libre / Consejo Mundial de Lucha Libre
  - Campeonato Mundial de Peso Medio del CMLL (1 vez) [9]
  - Campeonato Nacional de Peso Medio (1 vez) [2]
  - Campeonato Nacional en Parejas (1 vez) – con Cachorro Mendoza [5]
  - Campeonato Nacional de Tríos (1 vez) – con Kiss y Rayo de Jalisco Jr. [7]
  - NWA World Light Heavyweight Championship (2 veces) [6][11]
  - NWA World Middleweight Championship (5 veces) [4]
  - Torneo de parejas Salvador Lutteroth – con Super Astro [12]
- Universal Wrestling Association
  - Campeonato Mundial de Peso Semicompleto Júnior de la UWA (1 vez) [8]

### Luchas de Apuestas
| Ganador (apuesta)                                       | Perdedor (apuesta)                                                            | Ubicación                    | Evento                           | Fecha                    | Notas         |
| ------------------------------------------------------- | ----------------------------------------------------------------------------- | ---------------------------- | -------------------------------- | ------------------------ | ------------- |
| Ray & Ringo Mendoza (cabellera)                         | Ángel Blanco & Kim Chul Won (cabellera)                                       | Ciudad de México             | EMLL Show Aniversario 40         | 21 de septiembre de 1973 | [ 13 ] [ 14 ] |
| Gemelo Diablo II (cabellera)                            | Ringo Mendoza (cabellera)                                                     | Ciudad de México             | Evento en vivo                   | 1975                     |               |
| Perro Aguayo (cabellera)                                | Ringo Mendoza (cabellera)                                                     | Ciudad de México             | Evento en vivo                   | 25 de mayo de 1975       | [ 15 ]        |
| Ringo Mendoza (cabellera)                               | Perro Aguayo (cabellea)                                                       | Guadalajara, Jalisco         | Evento en vivo                   | 26 de mayo de 1976       | [ 15 ]        |
| Ringo Mendoza & Carlos Plata (cabellera)                | Los Gemelos Diablo (cabellera)                                                | Ciudad de México             | Evento en vivo                   | 11 de junio de 1976      |               |
| El Faraón & Ringo Mendoza (cabellera)                   | Perro Aguayo & Joe Polardi (cabellera)                                        | Ciudad de México             | Evento en vivo                   | 9 de diciembre de 1977   | [ 15 ]        |
| El Faraón & Ringo Mendoza (cabellera)                   | Sangre Chicana & Alfonso Dantés (cabellera)                                   | Ciudad de México             | 22.º Aniversario de Arena México | 22 de abril de 1978      |               |
| Ringo & Cachorro Mendoza (cabellera)                    | Adorable Rubí & Divino Roy (cabellera)                                        | Ciudad de México             | Evento en vivo                   | 22 de junio de 1979      | [ 16 ]        |
| El Faraón & Ringo Mendoza (cabellera)                   | El Nazi & Adorable Rubí (cabellera)                                           | Ciudad de México             | 24.º Aniversario de Arena México | 7 de abril de 1980       | [ 17 ]        |
| El Faraón & Ringo Mendoza (cabellera)                   | Tony Benetto & Herodes (cabellera)                                            | Ciudad de México             | Evento en vivo                   | 27 de junio de 1980      |               |
| Ringo Mendoza (cabellera)                               | El Faraón (cabellera)                                                         | Ciudad de México             | Evento en vivo                   | 4 de diciembre de 1981   |               |
| Sangre Chicana & El Satánico (cabellera)                | Ringo & Cachorro Mendoza (cabellera)                                          | N/A                          | Evento en vivo                   | Mayo de 1982             |               |
| Ringo Mendoza, César Curiel & Rey Salomón (cabellera)   | Tony Benetto, Herodes & Adorable Rubí (cabellera)                             | Ciudad de México             | Evento en vivo                   | 10 de diciembre de 1982  | [ 18 ]        |
| La Fiera & Mocho Cota (cabellera)                       | Ringo & Cachorro Mendoza (cabellera)                                          | Ciudad de México             | Evento en vivo                   | 1 de julio de 1983       |               |
| Ringo Mendoza (cabellera)                               | Tony Benetto (cabellera)                                                      | Ciudad de México             | Evento en vivo                   | Septiembre de 1984       |               |
| Ringo Mendoza, Américo Rocca & Tony Salazar (cabellera) | Los Misioneros de la Muerte (cabellera) (El Signo, El Texano & Negro Navarro) | Ciudad de México             | EMLL Show Aniversario 53         | 19 de septiembre de 1986 | [ 14 ]        |
| Ringo Mendoza (cabellera)                               | El Macho (cabellera)                                                          | Ciudad de México             | Evento en vivo                   | 2 de julio de 1988       |               |
| Ringo Mendoza (cabellera)                               | Scorpio (cabellera)                                                           | Ciudad de México             | Evento en vivo                   | 17 de agosto de 1990     |               |
| El Faraón & Ringo Mendoza (cabellera)                   | MS-1 & Masakre (cabellera)                                                    | Ciudad de México             | Evento en vivo                   | 7 de septiembre de 1990  |               |
| Ringo Mendoza (cabellera)                               | Fabuloso Blondy (cabellera)                                                   | Ciudad de México             | Evento en vivo                   | 30 de noviembre de 1990  |               |
| Ringo Mendoza (cabellera)                               | Luis Mariscal (cabellera)                                                     | Mezcala                      | Evento en vivo                   | 6 de enero de 1991       |               |
| Perro Aguayo & Ringo Mendoza (cabellera)                | The Texas Rangers (máscaras)                                                  | Ciudad de México             | Evento en vivo                   | 3 de enero de 1991       | [ 15 ]        |
| Ringo Mendoza (cabellera)                               | Ranger (cabellera)                                                            | Ciudad de México             | Evento en vivo                   | 10 de marzo de 1991      |               |
| Bestia Salvaje (cabellera)                              | Ringo Mendoza (cabellera)                                                     | Ciudad de México             | Evento en vivo                   | 16 de agosto de 1992     |               |
| Javier Cruz (cabellera)                                 | Ringo Mendoza (cabellera)                                                     | Ciudad de México             | Evento en vivo                   | 2 de marzo de 1993       |               |
| Ringo Mendoza (cabellera)                               | Luis Mariscal (cabellera)                                                     | Naucalpan, Estado de México  | Evento en vivo                   | 8 de diciembre de 1993   |               |
| Ringo Mendoza (cabellera)                               | Hombre Bala (cabellera)                                                       | Ciudad de México             | Evento en vivo                   | 15 de diciembre de 1994  |               |
| Américo Rocca (cabellera)                               | Ringo Mendoza (cabellera)                                                     | Ciudad de México             | Evento en vivo                   | 16 de febrero de 1996    |               |
| Ringo Mendoza & Tajiri (cabellera)                      | Chicago Express & Mogur (cabellera)                                           | Ciudad de México             | Evento en vivo                   | 14 de junio de 1998      |               |
| Ringo Mendoza (cabellera)                               | El Signo (cabellera)                                                          | Ciudad de México             | Evento en vivo                   | 6 de septiembre de 1998  |               |
| Ringo Mendoza & Campesino del Valle (cabellera)         | Indio Loco & El Mohicano I (cabellera)                                        | Xochimilco, Ciudad de México | Evento en vivo                   | 9 de septiembre de 2000  |               |
| Emilio Charles Jr. (cabellera)                          | Ringo Mendoza (cabellera)                                                     | Ciudad de México             | Evento en vivo                   | 15 de abril de 2001      |               |
| Ringo Mendoza (cabellera)                               | Guerrero del Futuro (cabellera)                                               | Ciudad de México             | Evento en vivo                   | 19 de octubre de 2003    |               |
| Ringo Mendoza (cabellera)                               | Mohicano I (cabellera)                                                        | Cholula, Puebla              | Evento en vivo                   | 27 de mayo de 2006       |               |